# Coupe Murat
La coupe Murat est une compétition internationale de golf créée en 1945, ouverte aux joueurs amateurs et nommée en l'honneur de Joachim Murat. Disputée sur le parcours Vineuil du Golf de Chantilly, fin mai, elle se joue sur quatre tours et revendique le titre d'Internationaux de France de stroke play.
Depuis 2023, elle récompense le vainqueur des Internationaux de France mid-amateurs Messieurs (+25 ans).

## Palmarès
| Année | Vainqueur              | Score  |
| ----- | ---------------------- | ------ |
| 2022  | Martin Couvra          | 278    |
| 2021  | Philipp Katich         | 281    |
| 2020  | Non organisée          |        |
| 2019  | Charles Larcelet       | 280    |
| 2018  | Hubert Tisserand       | 279    |
| 2017  | Josh Hilleard          | 278 PO |
| 2016  | Ivan Cantero           | 208 PO |
| 2015  | Jeong-Weon Ko          | 284 PO |
| 2014  | Maximilian Röhrig      | 277 PO |
| 2013  | Adrien Saddier         | 280    |
| 2012  | Lionel Weber           | 287    |
| 2011  | Gary Stal              | 280    |
| 2010  | Alexander Levy         | 274    |
| 2009  | Kalle Samooja          | 285    |
| 2008  | David Antonelli        | 275    |
| 2007  | Tim Sluiter            | 278    |
| 2006  | Sean Einhaus           | 278    |
| 2005  | Tino Weiss             | 284    |
| 2004  | François Calmels       | 289    |
| 2003  | Yves Petit-Dubousquet  | 281    |
| 2002  | François Illouz (5)    | 286    |
| 2001  | Philippe Lima          | 287    |
| 2000  | François Delamontagne  | 283    |
| 1999  | Sébastien Branger      | 281    |
| 1998  | Tino Schuster          | 277    |
| 1997  | Christophe Ravetto     | 282    |
| 1996  | Benjamin Nicolay       | 284    |
| 1995  | François Illouz (4)    | 280    |
| 1994  | Jesper Kjaerbye        | 287    |
| 1993  | Jean-Marc de Polo      | 286    |
| 1992  | Alberto Valenzuela (2) | 282    |
| 1991  | François Illouz (3)    | 294    |
| 1990  | Klas Eriksson          | 279    |
| 1989  | Henrik Simonsen        | 283    |
| 1988  | Joakim Haeggman        | 288    |
| 1987  | Alberto Valenzuela     | 282    |
| 1986  | Lin Chien-hsiang       | 281    |
| 1985  | Antoine Larribet       | 293    |
| 1984  | Alexis Godillot (3)    | 294    |
| 1983  | Emmanuel Dussart       | 292    |
| 1982  | François Illouz (2)    | 286    |
| 1981  | François Illouz        |        |
| 1980  | Laurent Bailly         |        |
| 1979  | Jean-Charles Gassiat   |        |
| 1978  | Jacques Lebreton       |        |
| 1977  | Alexis Godillot (2)    |        |
| 1976  | Gaëtan Mourgue d'Algue |        |
| 1975  | Tim Planchin (2)       |        |
| 1974  | Tim Planchin           |        |
| 1973  | Philippe Bourdy        |        |
| 1972  | Roger Lagarde          |        |
| 1971  | Pierre Mussard         |        |
| 1970  | Laurent Binoche        |        |
| 1969  | Frédéric Brizon        |        |
| 1968  | Jean-Charles Desbordes |        |
| 1967  | Patrick Cros (2)       |        |
| 1966  | Alexis Godillot        |        |
| 1965  | Dru Montagu            |        |
| 1964  | Patrick Cros           |        |
| 1963  | Yvon Lachat            |        |
| 1962  | Jean-Louis Dupont (2)  |        |
| 1961  | Henri-Pierre Bonneau   |        |
| 1960  | Jean-Pierre Cros       |        |
| 1959  | Philippe Chassagny     |        |
| 1958  | Robert Nouel           |        |
| 1957  | Jacques Bechmann       |        |
| 1956  | Jean-Louis Dupont      |        |
| 1955  | Bernard André          |        |
| 1954  | Philippe Nouel         |        |
| 1953  | Ronald Carter          |        |
| 1952  | Jacques Léglise        |        |
| 1951  | Francis Alvarez        |        |
| 1950  | François Chauveau      |        |
| 1949  | Pierre Bouchayer       |        |
| 1948  | Non disputée           |        |
| 1947  | Georges Chabrier       |        |
| 1946  | Henri de Lamaze        |        |
| 1945  | Gérard de Dampierre    |        |